# Spilosoma nydia
Spilosoma nydia är en fjärilsart som beskrevs av Butler 1875. Spilosoma nydia ingår i släktet Spilosoma och familjen björnspinnare. Inga underarter finns listade i Catalogue of Life.